# Механив, Максим Андреевич
Макси́м Андре́евич Меха́нив (укр. Максим Андрійович Механів; род. 22 сентября 1996, Следы, Винницкая область) — украинский футболист, вратарь клуба «Левый берег».

## Биография
Родился в селе Следы, Могилёв-Подольского района, Винницкой области. Взрослую футбольную карьеру начал в 2013 году в «Патриоте» (Кукавка), выступавшем в чемпионате Винницкой области. За полтора сезона в областном первенстве сыграл 9 матчей. Затем выступал в чемпионате Тернопольской области за «Буревестник» (Кременец) и «Агрон-ОТГ» (Великие Гаи).
Во время зимнего перерыва сезона 2016/17 присоединился к тернопольской «Ниве», в футболке которой к завершению сезона сыграл 9 матчей в любительском чемпионате Украины. В следующем сезоне тернопольский клуб заявился для участия в профессиональных соревнованиях.
На профессиональном уровне дебютировал 9 июля 2017 года в победном (4:3, по пенальти) выездном поединке 1-го предварительного раунда кубка Украины против харьковского «Металлиста 1925». Максим вышел на поле в стартовом составе и отыграл весь матч.
Во Второй лиге Украины дебютировал 22 июля 2017 года в победном (2:0) домашнем поединке 2-го тура группы «А» против белоцерковского «Арсенала-Киевщины». Механив вышел на поле в стартовом составе и отыграл весь матч.
В Первой лиге Украины дебютировал 11 сентября 2017 года в победном (2:1) домашнем поединке 2-го тура группы «А» против киевской «Оболони». Механив вышел на поле в стартовом составе и отыграл весь матч.